# Bahar Haghanipour

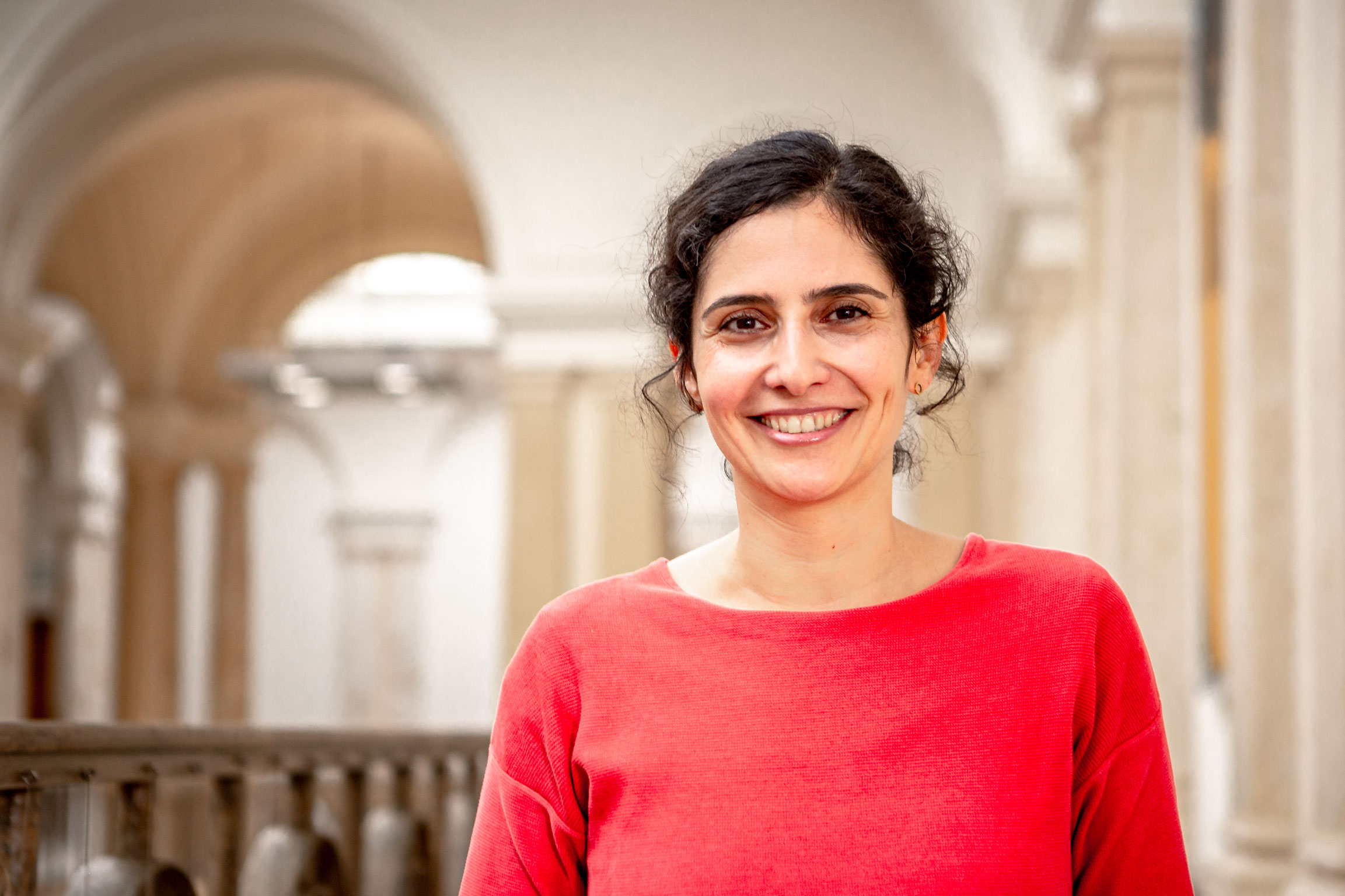
Bahar Haghanipour (2021)

Bahar Haghanipour (geboren 1984 in Teheran) ist eine deutsche Politikerin (Bündnis 90/Die Grünen). Seit 2021 ist sie Mitglied des Abgeordnetenhauses von Berlin und dort eine der Vizepräsidentinnen.

## Leben

### Ausbildung und Beruf
Haghanipours Eltern emigrierten während ihrer Kindheit aus dem Iran in die Bundesrepublik, wo sie in Berlin-Spandau aufwuchs. In Berlin legte sie 2003 ihr Abitur ab. Anschließend studierte sie bis 2009 Erziehungswissenschaften sowie Sozialpsychologie und -anthropologie an der Ruhr-Universität Bochum. 2013 promovierte sie im Fach Soziologie zu „Mentoring als gendergerechte Personalentwicklung“ an dieser Universität. In ihrer Dissertation widmete sie sich wie in ihrer täglichen Arbeit dem Thema Mentoring und überprüfte die Wirksamkeit und Grenzen des Mentorings als gendergerechte Personalentwicklung.
Haghanipour begann 2009 als Mitarbeiterin an der Technischen Universität Dortmund als Programm-Managerin von Mentoring-Programmen für Mädchen und Frauen in MINT-Fächern. Im Februar 2014 wechselte sie in den Bundestag, wo sie als Referentin für Frauenpolitik im Büro der Abgeordneten Ulle Schauws tätig war. Im Juli 2017 begann sie eine Tätigkeit beim Deutschen Frauenrat, wo sie zunächst als Referentin, seit 2020 als Bereichsleiterin tätig war. Sie leitete den Bereich Lobbyarbeit und war außerdem Referentin für nationale Gleichstellungspolitik mit den Schwerpunkten geschlechtergerechter Bundeshaushalt und Strukturen der Gleichstellungspolitik.

### Politik

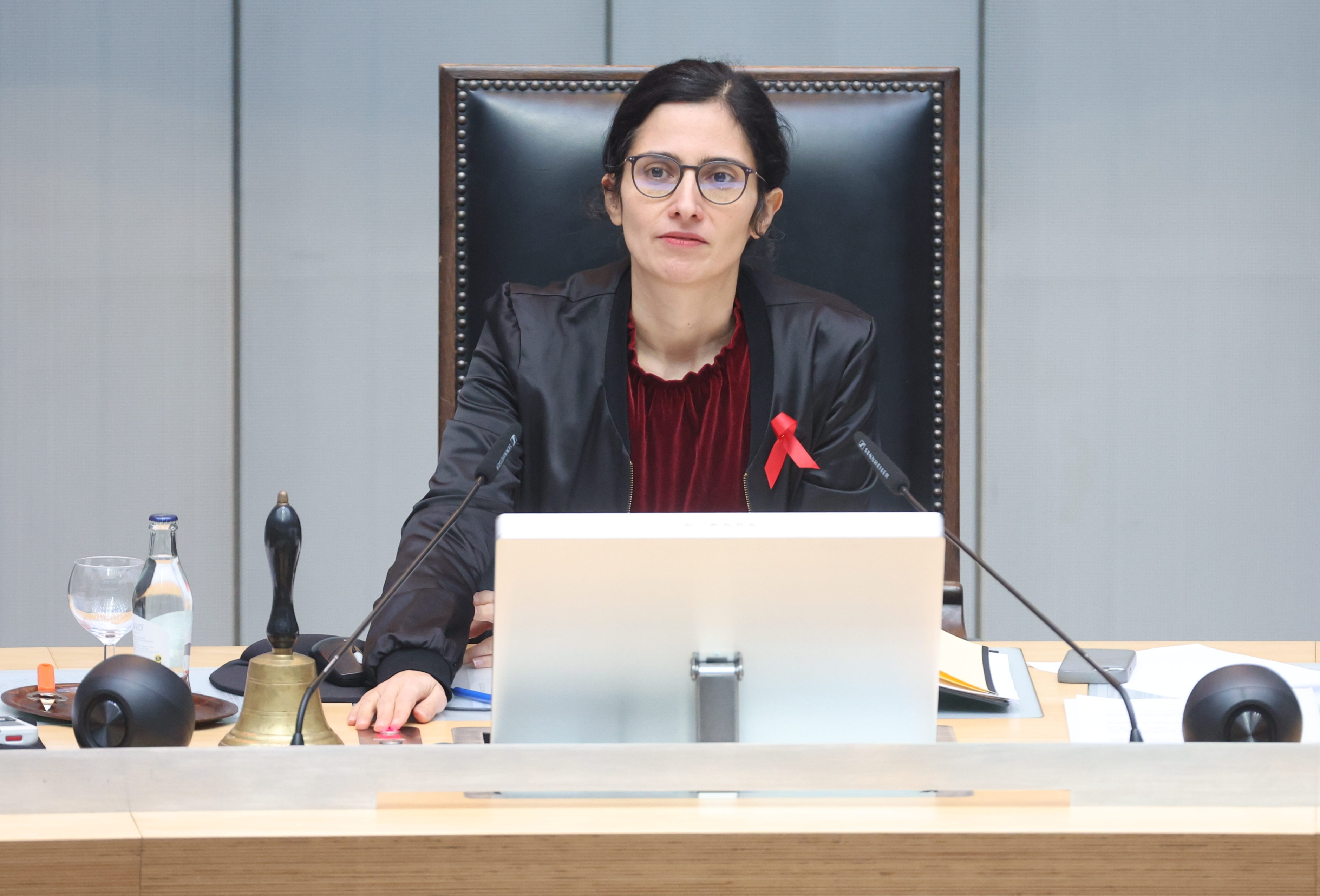
Bahar Haghanipour als Vizepräsidentin des Abgeordnetenhauses von Berlin (2024)

Haghanipour trat 2009 der Partei Bündnis 90/Die Grünen und der Grünen Jugend bei. Von 2009 bis 2010 war sie Sprecherin der Bochumer Grünen Jugend. Haghanipour engagierte sich in unterschiedlichen Formen für die Partei, unter anderem war sie 2010 bis 2013 Mitglied im Frauenbeirat der Stadt Bochum und Delegierte im Frauenrat NRW. Von 2014 bis 2018 sowie erneut seit 2020 ist sie Co-Sprecherin der Landesarbeitsgemeinschafts „Frauen* und Gender“ der Partei.
2021 nominierte sie der grüne Kreisverband Berlin-Neukölln der Grünen als Direktkandidatin für die Abgeordnetenhauswahl 2021 im Wahlkreis Neukölln 4, die Landesdelegiertenkonferenz wählte sie auf den dritten Platz der Landesliste. Bei der Wahl gelang es Haghanipour nicht das Direktmandat zu erlangen, sie gewann 6,7 Prozent der Erststimmen; sie zog jedoch über die Landesliste von Bündnis 90/Die Grünen ein. Bei der Wiederholungswahl 2023 erhielt sie erneut ein Listenmandat im Abgeordnetenhaus.
In der konstituierenden Sitzung des Abgeordnetenhauses im Jahr 2021 wurde Haghanipour zu einer der zwei Vizepräsidentinnen des Parlaments gewählt.